# Spathodus erythrodon
Spathodus erythrodon е вид лъчеперка от семейство Цихлиди (Cichlidae).

## Разпространение
Видът е разпространен в Бурунди, Демократична република Конго и Танзания.